# Médaille commémorative de l'expédition du Tonkin
La Médaille commémorative de l’expédition du Tonkin, instituée par la loi du 6 septembre 1885, récompensait les militaires et marins qui prirent part à l’expédition de 1883 à 1885.
La loi du 27 juillet 1887 en étendit l’attribution :
- aux militaires et marins ayant pris part, entre 1885 et 1893, aux opérations au Tonkin, en Annam, au Cambodge, au Siam et dans le Haut-Mékong ;
- aux rares survivants qui, de 1873 à 1882, servirent sous les ordres de Francis Garnier et Henri Rivière.

## Historique et modalités d'attribution[1]
Sous la troisième République, la France décida d’étendre son influence au Tonkin, en y envoyant un détachement commandé par le capitaine de vaisseau Henri Rivière. Mais ce dernier fut capturé au cours d’une sortie à Cau-Giai, le 19 mai 1883, et décapité par les Pavillons noirs.
La réaction française fut vigoureuse ; la Chambre des députés votant unanimement pour l’envoi en Extrême-Orient d’un corps expéditionnaire devant occuper puis pacifier le Tonkin et faire ainsi reconnaître le protectorat français sur l’Annam.
Durant les trois années de la guerre franco-chinoise, de 1883 à 1885, les marins de l’escadre commandée par l’amiral Courbet, les soldats de l’infanterie de marine, des escadrons de spahis et chasseurs d’Afrique, des bataillons de zouaves, tirailleurs algériens et les légionnaires, placés sous les ordres des généraux Millot puis  de Courcy, opéreront au Tonkin, en Annam et en Chine impériale. Les opérations se termineront par la signature, le 9 juin 1885, du second traité de Tien Tsin avec la Chine.
En vue de commémorer ces faits d’armes, la loi du 6 septembre 1885 institua la médaille commémorative de l’expédition du Tonkin, attribuée avec un diplôme à 97 300 titulaires dont le général Caffarel qui fut impliqué plus tardivement dans un trafic de médailles.
En cas de décès du soldat ou du marin, la médaille était remise, à titre de souvenir, au fils aîné, à la veuve, au père, à la mère, ou à défaut au plus âgé des frères.
Les crédits nécessaires pour la fabrication de cette médaille furent prélevés sur les crédits déjà votés pour l'expédition du Tonkin.

## Caractéristiques
Largeur de 36 mm. Jaune coupé par quatre raies verticales vertes de 4 mm. La loi du 6 septembre 1885 avait initialement prévue un ruban moitié vert, moitié jaune.
Deux modèles de médailles ont été émis, l'un pour le Ministère de la Guerre (souvent désigné sous le nom de modèle de l'Armée de Terre) avec six batailles mentionnées au revers, l'autre pour le Ministère de la Marine et des Colonies avec la bataille de Cau-Giai en plus, soit sept batailles.
Le modèle du Ministère de la Guerre est un peu moins courant que celui du Ministère de la Marine et des Colonies car relevaient de la marine non seulement les marins, fusiliers marins et l'artillerie navale, mais aussi l'infanterie de marine et l'artillerie de marine toutes deux destinées à ne combattre qu'à terre.

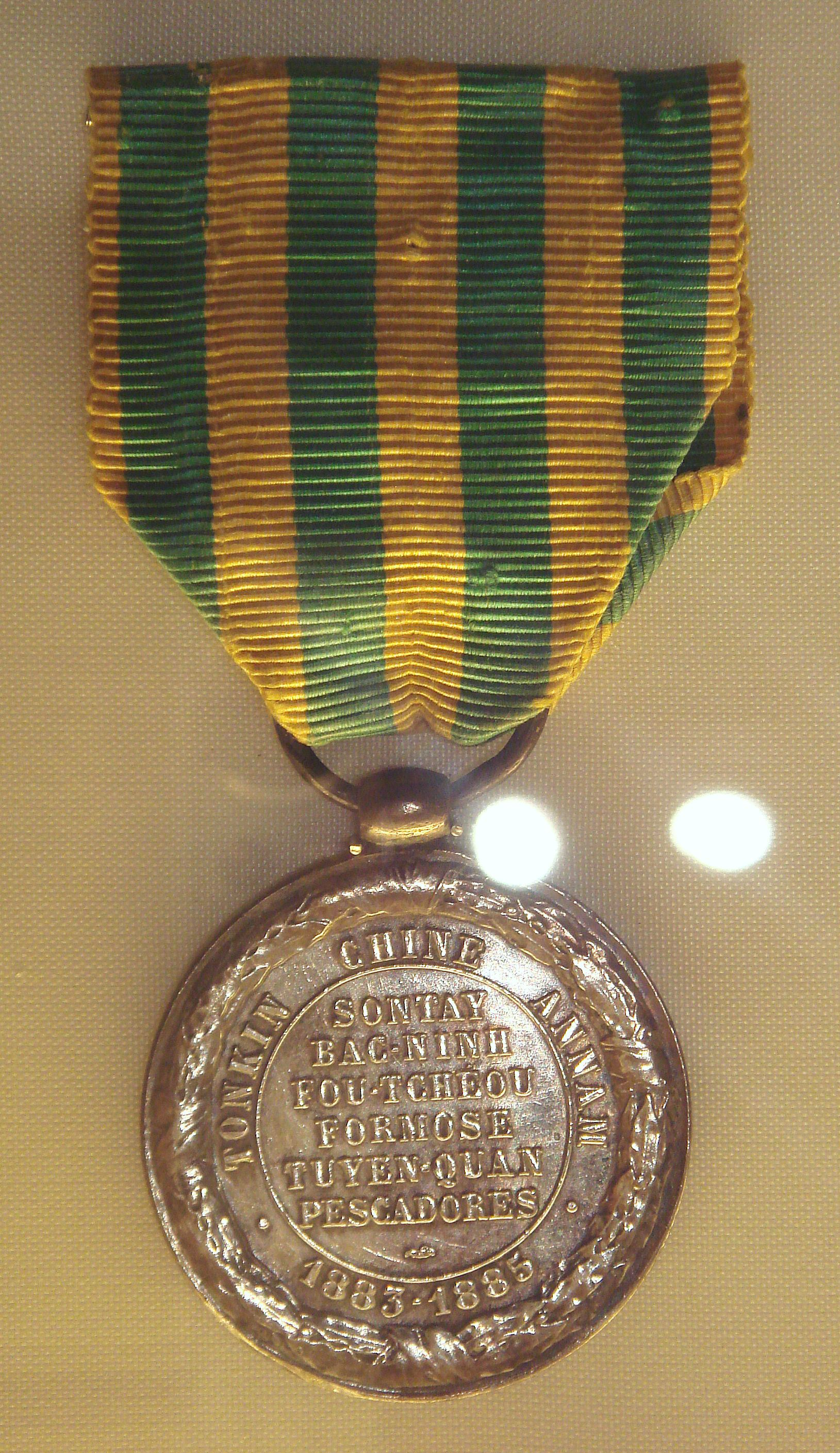
Revers sans Cau-Giai.
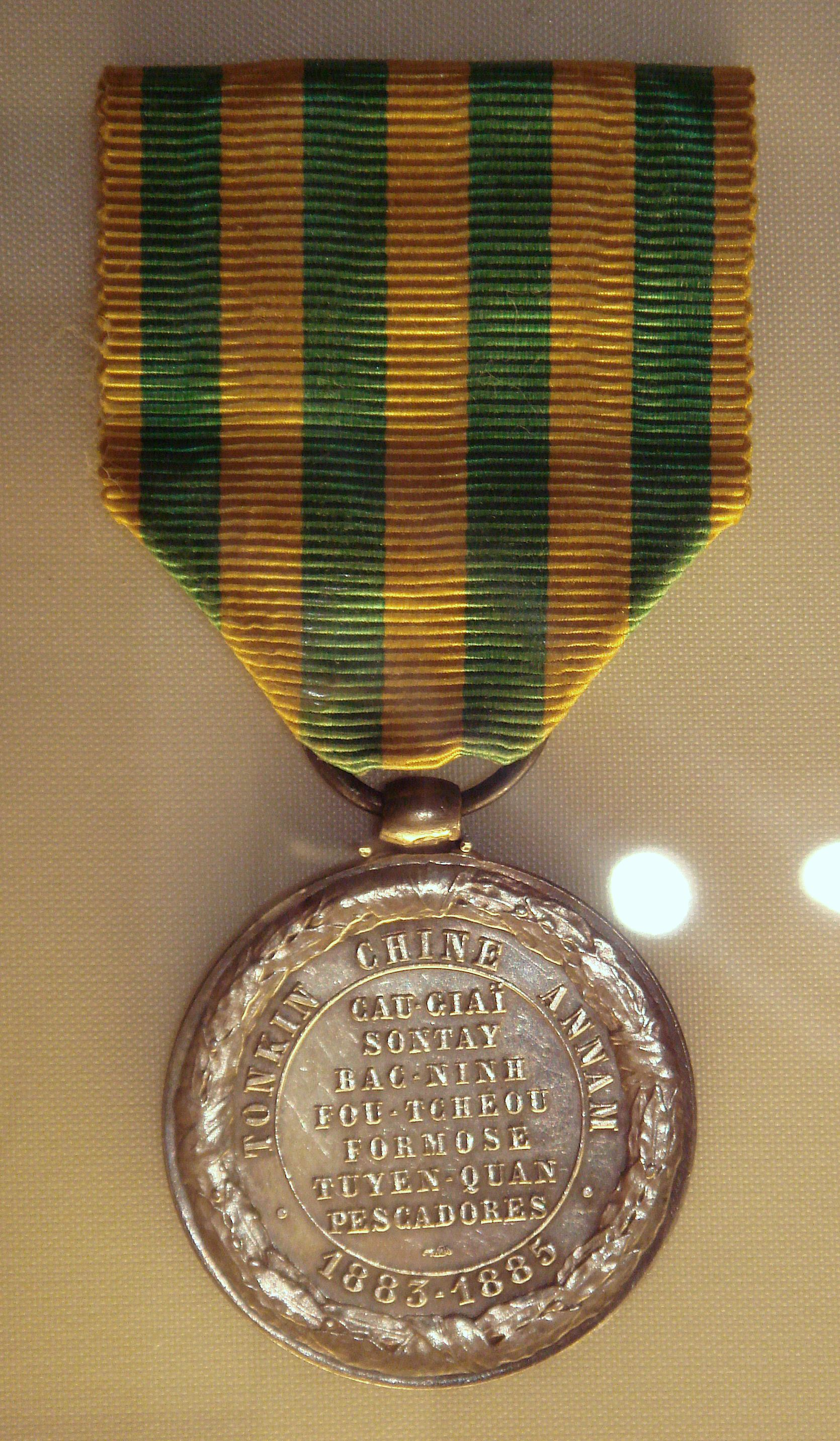
Revers avec Cau-Giai.